# Mishmar-Hanegev
Mishmar-Hanegev (מִשְׁמַר הַנֶּגֶב) était un kibboutz créé le 6 octobre 1946 dans le Néguev du nord. Il est situé sur la route 264, à environ 2 kilomètres au sud de la ville bédouine de Rahat et environ 20 km de Beer-Sheva et fait partie du Conseil régional de Bnei-Shimon et du district sud d'Israël. En 1994, un processus de privatisation a commencé dans le kibboutz et en 2004, les membres du kibboutz ont voté pour une privatisation totale. En 2012, sa population était de 781 habitants.

## Histoire
Le terrain sur lequel est établi le kibboutz se nommait les terres « Azzalia » (gazelle en Arabe) qui ont été achetées par Moshé Smilanski et ont été colonisées par le Keren Kayemeth LeIsrael. Le nom temporaire était « Bir ManSour », et par la suite, l'assemblée générale du kibboutz a décidé de l'appeler « Mishmar-HaNegev » (Le « Gardien du Negev »).
Dans les années 1940, le mouvement de jeunesse Noar Borochov a créé une ferme de préparation à Kfar Saba. À Kfar Saba, le groupe a intégré des membres du même mouvement de jeunesse, des jeunes survivants de l'holocauste français, belges et polonais. En 1946, le groupe s'est intégré au mouvement Kibboutz Meou'had.